# Смол, Джон Кункел
Джон Кункел Смол (англ. John Kunkel Small) (31 января 1869, Гаррисберг, Пенсильвания — 20 января 1938, Манхэттен, США) — ботаник и таксономист из США, специализировавшийся на флоре своей страны, особенно Флориды.
Смол являлся первым куратором Музея Ботанического сада Нью-Йорка с 1898 по 1906 год, после чего был назначен директором, где работал до своего ухода на пенсию в 1934 году. Смол был пионером в вопросах охраны природы, доказательством чего была его книга From Eden to Sahara: Florida’s Tragedy, побудившая создать Национальный парк Эверглейдс.
С 1927 по 1931 год он работал с Томасом Алвой Эдисоном над производством резины из растений, осуществляя полевую работу во Флориде, а скрещивание в лабораториях Нью-Йоркского Ботанического сада.